# Aktinij
Aktinij je kemijski element atomskog (rednog) broja 89 i atomske mase 227. U periodnom sustavu elemenata predstavlja ga simbol Ac.

## Povijest
Francuski kemičar André-Louis Debierne najavio je otkriće novog elementa 1899. godine. Odvojio ga je od ostataka smola, koje su ostavili Marie i Pierre Curie nakon što su izvadili radij. Godine 1899. Debierne je opisao supstancu sličnu titanu i (1900.) sličnu toriju. Friedrich Oskar Giesel je nezavisno otkrio aktinij 1902. godine kao supstancu sličnu lantanu i nazvao ju je "emanium" 1904. Nakon usporedbe poluživota tvari koje su utvrdili Debierne, Harriet Brooks 1904. i Otto Hahn i Otto Sackur 1905., Debierne je odabrao ime za novi element jer je imao staž, unatoč kontradiktornim kemijskim svojstvima tvrde za element u različito vrijeme.
Članci objavljeni 1970-ih godina i kasnije ukazuju na to da su rezultati Debiernea objavljeni 1904. u sukobu s onima objavljenima 1899. i 1900. godine. Nadalje, sada poznata kemija aktinija isključuje njegovu prisutnost kao bilo što drugo osim manjeg sastava Debierneove 1899. i 1900. godine; zapravo, kemijska svojstva o kojima je izvijestio čine da je vjerojatno imao slučajno identificirani protaktinium, koji ne bi bio otkriven još četrnaest godina, samo da bi nestao zbog njegove hidrolize i adsorpcije na laboratorijsku opremu. To je dovelo do toga da neki autori zagovaraju da se otkriću zaslužuje samo Giesel. Adloff je predložio manje konfrontacijsku viziju znanstvenih otkrića. On sugerira da kritiku ranih publikacija treba uzeti u obzir u tada nastalom stanju radiokemije: naglašavajući razboritost Debierneovih tvrdnji u izvornim radovima, on primjećuje da nitko ne može tvrditi da Debierneova tvar nije sadržavala aktinij. Debierne, kojeg sada velika većina povjesničara smatra otkrivačem, izgubila je interes za element i napustila temu. Giesel, s druge strane, s pravom se može pripisati prvom pripremanju radiokemijski čistog aktinija i identifikaciji njegovog atomskog broja 89.
Ime aktinij potječe od starogrčkog aktisa, aktinosa (ακτίς, ακτίνος), što znači snop ili zraka.

## Uporaba
Aktinijum je prvi put umjetno dobiven u Argonne Nacional laboratoriju u Chicagu. Zbog toga što je oko 150 puta radioaktivniji od radija, koristi se kao značajan izvor neutrona. Pored toga, može se koristiti za termoionsko pretvaranje energije. Osim toga, nema većih industrijskih primjena.

## Spojevi
Aktinijev(III) oksid je anorganski kemijski spoj aktinija koji spada u skupinu oksida, te je radioaktivan.